# 埃什基耶特村
埃什基耶特村（波斯語：‎），是伊朗吉兰省阿姆拉什县中央區北阿姆拉什鄉的村。2006年人口普查顯示該村有35个家庭，人口为115人。